# Ozero Lesjno (sjö i Belarus, lat 55,60, long 29,26)
Ozero Lesjno (ryska: Озеро Лешно) är en sjö i Belarus.   Den ligger i voblasten Vitsebsks voblast, i den norra delen av landet, 220 km nordost om huvudstaden Minsk. Ozero Lesjno ligger 132 meter över havet. Arean är 0,56 kvadratkilometer. Den sträcker sig 0,9 kilometer i nord-sydlig riktning, och 1,1 kilometer i öst-västlig riktning.
I omgivningarna runt Ozero Lesjno växer i huvudsak blandskog. Runt Ozero Lesjno är det ganska tätbefolkat, med 72 invånare per kvadratkilometer.